# Consejo Nacional de Innovación, Ciencia y Tecnología
El Consejo Nacional de Innovación, Ciencia y Tecnología (CONICYT) es un organismo del estado nacional de Uruguay que asesora al Poder Ejecutivo y al Legislativo en materia de innovación, ciencia, tecnología, y áreas afines.
Fue creado en 1961 y está regido por la Ley N°18.084 de fecha 20 de diciembre de 2006, que establece su integración y cometidos. La citada ley dispone que el CONICYT-Uruguay estará integrado por representantes de distintas organizaciones institucionales o sociales vinculadas a sus áreas de competencia, y entre ellas, la Agencia Nacional de Investigación e Innovación (ANII) que actúa como su brazo ejecutor.

## Directorio
Está conformado por:
- 5 representantes del Poder Ejecutivo
- 1 representante de Entes del Estado
- 7 representantes del sector académico-científico: 4 de la Universidad de la República, 1 por el sistema nacional de investigadores y 2 por las universidades privadas
- 5 representantes del sector productivo
- 1 representante del congreso de Intendentes
- 1 representante de los trabajadores
- 1 representante de la ANEP

## Agencia Nacional de Investigación e Innovación
La Agencia Nacional de Investigación e Innovación (ANII) tiene los siguientes cometidos generales:
1. Asesorar al Poder Ejecutivo en materia de planes, programas e instrumentos orientados al desarrollo científico-tecnológico y al despliegue y fortalecimiento de las capacidades de innovación.
2. Preparar y ejecutar planes, programas e instrumentos, en los que se privilegiarán los mecanismos concursables, de acuerdo a los lineamientos político-estratégicos y las prioridades del Gabinete en materia de Ciencia, Tecnología e Innovación.
3. Generar un ámbito de coordinación entre las instituciones, públicas o privadas, que desarrollen acciones dirigidas al desarrollo científico-tecnológico y de la innovación.
4. Estimular y apoyar la vinculación efectiva entre los sectores productivos y académicos a través de diversos tipos de asociaciones con participación pública y privada.
5. Apoyar las políticas públicas, fomentando el desarrollo de investigaciones científico-tecnológicas que les den sustento.
6. Contribuir, de forma coordinada con otros organismos del sistema nacional de ciencia, tecnología e innovación, al desarrollo de un Sistema de Evaluación y Seguimiento de los programas que patrocine la agencia u otros actores, así como a la evaluación de los resultados y a la adecuada difusión de los mismos.
7. Promover la difusión e incorporación del conocimiento en las organizaciones, así como a la actualización tecnológica de todos los actores.
8. Identificar y promover la demanda social y productiva vinculada con la ciencia, la tecnología, la innovación, y su correspondiente articulación con las capacidades nacionales en dichos ámbitos.
9. Establecer relaciones de cooperación recíproca con instituciones públicas y privadas, nacionales o extranjeras, y con organismos internacionales, que permitan y potencien el óptimo aprovechamiento de los recursos disponibles en beneficio del país y de su gente.
10. Promover la vinculación de científicos y tecnólogos uruguayos en el exterior con el sistema científico-tecnológico nacional.

La ANII brinda los siguientes instrumentos de financiación:
- Formación[5]
- Innovación[6]
- Investigación[7]